# マイナス21℃
『マイナス21℃』（原題：6 Below: Miracle on the Mountain）は、2017年のアメリカ映画。厳寒のシエラネバダ山脈で遭難した、元プロアイスホッケー選手エリック・ルマルクの実体験をもとに描いた映画である。

## あらすじ
元プロアイスホッケー選手のエリックは、シエラネバダ山脈でスノーボードの最中に道に迷い、遭難する。凍てつく雪山で、低体温症、空腹、オオカミ、凍傷、離脱症状による幻覚が次々と彼を襲う。息子と連絡が取れず異変に気付いた母スーザンが救助隊に捜索を依頼するが、エリックには刻一刻とタイムリミットが近づいていた…。

## キャスト
- エリック・ルマルク - ジョシュ・ハートネット
- スーザン・ルマルク - ミラ・ソルヴィノ

## 日本公開
松竹の配給。「松竹エクストリームセレクション」の第7弾作品。